# Honda Legend
L'Honda Legend è una grande berlina prodotta dalla casa giapponese Honda fin dal 1985. Nel 2014 ne è stata presentata la quinta serie. In alcuni mercati è stata anche venduta con il nome di Acura RL o Acura Legend.

## Serie

### 1ª Serie (1985-1989)
La Legend venne creata dalla Honda per inserirsi in quella fetta di mercato dominata negli anni ottanta dalle grandi ammiraglie delle case automobilistiche europee.
L'intero corpo vettura era stato progettato per ridurre al minimo le vibrazioni derivate dal funzionamento del propulsore e dalla percorrenza stradale. Per ottenere ciò, oltre a dotare scocca, abitacolo e soglia delle portiere di elementi scatolati per rinforzarli, i tecnici della Honda avevano ancorato il motore a speciali supporti che riducevano le vibrazioni nel vano motore.
Il propulsore equipaggiato sulla Legend era lo stesso di cui era dotata la Rover 827, cioè un 6 cilindri a V di 90° bialbero con 24 valvole. Il blocco cilindri e la testata erano stati ricavati da una profusione in ghisa, mentre i pistoni erano rivestiti in molibdeno per ottenere una riduzione dell'attrito contro le pareti dei cilindri. L'albero a camme era posto esattamente sull'asse delle valvole di aspirazione, azionate da punterie idrauliche. Le 4 valvole per cilindro erano inclinate tra loro di 40° per migliorare il rendimento volumetrico. La vettura sfruttava un sistema di iniezione elettronica in 3 fasi che doveva determinare, tramite una centralina, la giusta quantità di carburante da iniettare per un corretto dosaggio della miscela.
Tale configurazione motoristica garantiva alla vettura 169 CV, permettendole di passare da 0 a 100 km/h in 7,8 secondi, portandola ad una velocità massima di 223 km/h.
Dietro le quattro ruote indipendenti erano montati freni a disco servoassistiti dotati del sistema antibloccaggio Honda ABL II e da sospensioni a doppio braccio trapezoidale.
Per aumentare il comfort, fu installato un sistema di ventilazione dell'aria che permetteva di espellere l'aria consumata attraverso delle bocchette che sfruttavano il risucchio che il movimento stesso della vettura creava attraverso i fanali posteriore. Altri accessori per migliorare la comodità della vettura furono i sedili in pelle regolabili elettronicamente e la strumentazione di tipo analogico.

### 4ª Serie (2004-2014)

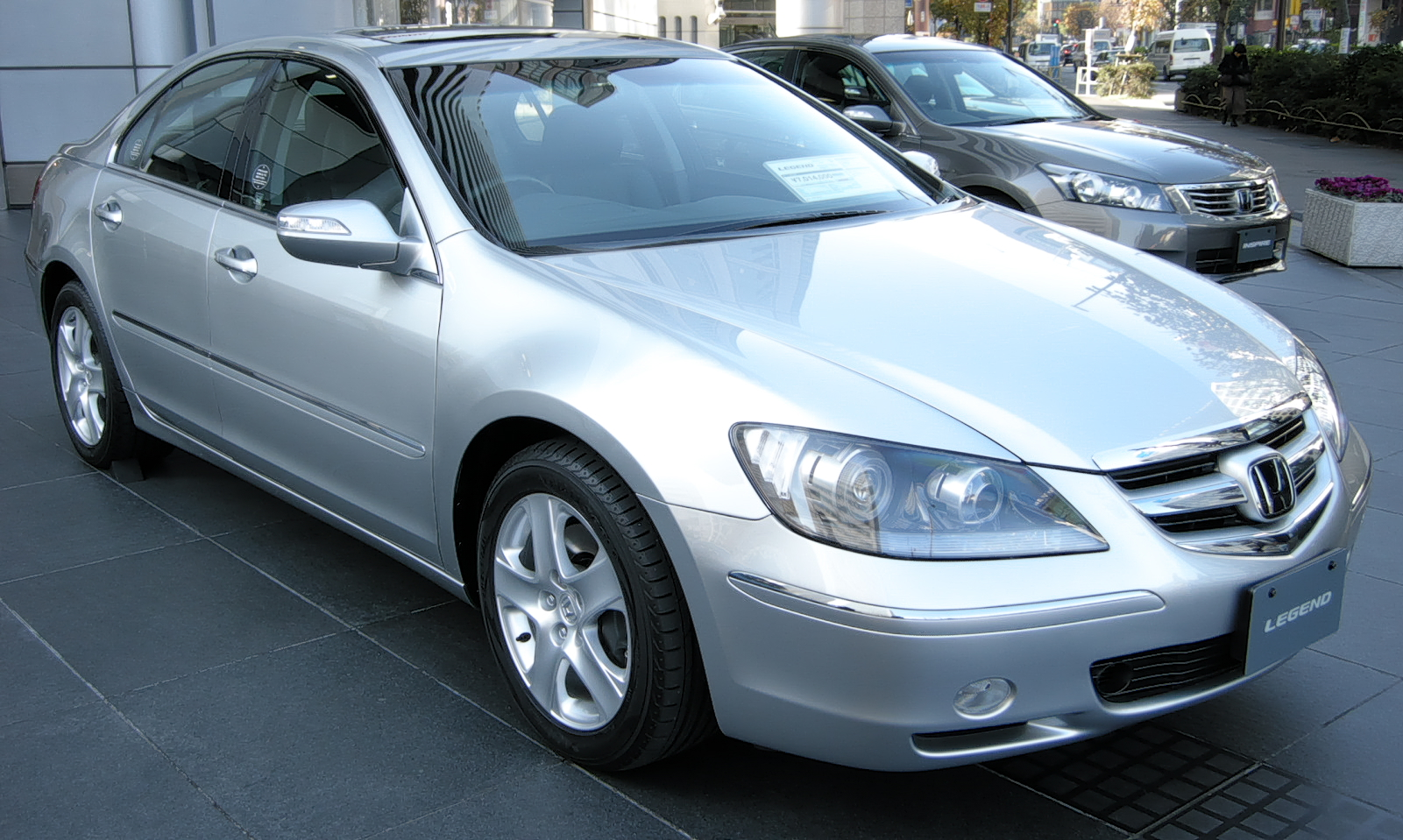
Legend 4ª Serie

La quarta serie della Legend è stata lanciata il 7 ottobre 2004 e proprio in quell'anno è stata nominata auto dell'anno giapponese. È l'ammiraglia della gamma e di conseguenza è molto comoda, lussuosa e sicura. È anche dotata di numerosi dispositivi elettronici come il radar che calcola la distanza tra i veicoli e previene eventuali collisioni. Viene venduta in un'unica versione priva di accessori (tutto è di serie) con trazione integrale intelligente (distribuisce la coppia motrice sulle ruote in base alle condizioni del fondo stradale) e motore 3.5 V6 con tecnologia VTEC da 295 CV.